# SN 2008aq
SN 2008aq – supernowa typu IIb odkryta 27 lutego 2008 roku w galaktyce M-02-33-20. W momencie odkrycia miała maksymalną jasność 16,30m.